# .vi
.vi ist die länderspezifische Top-Level-Domain (ccTLD) des Gebietes der Amerikanischen Jungferninseln. Sie wurde am 31. Oktober 1995 eingeführt und auf Virgin Islands Public Telecommunications System delegiert. Hinter dem Unternehmen steht das Unternehmen COBEX Internet Services, das für den technischen Betrieb zuständig ist.

## Weblink
- Website der Vergabestelle